# Handlungsregulationstheorie
Dieser Artikel wurde auf der Qualitätssicherungsseite des Wikiprojekts Psychologie eingetragen. Dies geschieht, um die Qualität der Artikel aus dem Themengebiet Psychologie zu verbessern. Dabei werden Artikel verbessert oder auch zur Löschung vorgeschlagen, wenn sie nicht den Kriterien der Wikipedia entsprechen. Hilf mit bei der Verbesserung und beteilige dich an der Diskussion im Projekt Psychologie.

Die Handlungsregulationstheorie ist ein psychologisches Handlungsmodell, das auf dem Begriff des Ziels basiert, den Begriff des Plans als Basis zur Realisierung der Ziele verwendet, und für die das von Miller, Galanter und Pribram 1960 eingeführte Konzept der Rückmeldung, die via Rückkopplungsschleifen schrittweise zur Korrektur der Pläne und Handlungen führen, wesentlich ist.

Modell der Handlungsregulation nach Volpert

Handlungen sind in dem Modell hierarchisch aufgebaut. Sie bestehen aus Teilhandlungen und diese wiederum aus Bewegungen. Darüber hinaus wird zwischen  automatisierten und bewussten Handlungen, die durch das Denken gesteuert werden, unterschieden.
Die Handlungsregulationstheorie wurde von Winfried Hacker und Walter Volpert entwickelt. Walter Volpert prägte 1971 den Begriff der Theorie der Handlungsregulation, entschloss sich fürderhin, „den eigenen Ansatz als ‚Handlungsregulationstheorie‘ zu bezeichnen“ und formulierte als Erster mit Bindestrich „die hierarchisch-sequentielle Organisation des Handelns“.
Dieses Modell gestaltete er graphisch als gerichteten Baum.

## Entwicklung der Theorie
In Anlehnung an die Linguistik Noam Chomskys führte Volpert die „Handlungskompetenz“ ein
und definierte „effizientes Handeln als stabil-flexibel. Rückmeldungen ermöglichen es, an Plänen festzuhalten und sich dennoch an veränderte Situationen anzupassen“.
Er nimmt eine „grundsätzliche Gerichtetheit der Veränderungen des Systems“ an.

VVR-Einheit nach Hacker 1

Diese Annahme ist in zwei Richtungen operationalisiert:
- als „Höherentwicklung“[7] im Sinne einer „Entwicklung der Handlungskompetenz“[8] und
- als eingeschränkte Kompetenzentwicklung in Anlehnung an Sigmund Freuds „Partialtriebe“, Regulationshindernisse als „Partialisierung“[9] der Handlungskompetenz.

VVR-Einheit nach Hacker 2

Winfried Hacker psychologisierte das kybernetische TOTE-Modell, indem er dies durch seine Vergleichs-Veränderungs-Rückkoppelungs-Einheit (VVR-Einheit) ersetzte. Er verwendete ebenfalls die Begriffe „Handlungsregulation“ und „Regulationsebene“. Er stellte „die drei Hauptebenen der psychischen Regulation von Arbeitstätigkeiten dar“. „Die drei Hauptregulationsebenen individueller Handlung“ sind nach Hacker die sensumotorische, die perzeptiv-begriffliche und die intellektuelle Regulationsebene.
Rainer Oesterreich definierte mit der „Entwicklung eines Konzepts der objektiven Kontrolle und der Kontrollkompetenz“
das Verhältnis von Handlungsregulation und Kontrolle neu.
Das Handlungs-Modell erklärt einerseits den Zusammenhang von Denkprozessen und Handeln über das rein kognitive Modell hinaus. Andererseits erfasst es sehr unterschiedliche Handlungen wie automatisierte Bewegungen und komplexes, planvolles Verhalten.
Die zu Grunde gelegten Konzepte sind Tätigkeit, Handlung oder Teilhandlung und Operationen. Sie basieren auf der hierarchisch-sequentiellen Tätigkeitsorganisation. Zu diesen Konzepten führen unterschiedliche Handlungsregulationstheoretiker minimal zwei bis maximal fünf hierarchische Regulationsebenen an.
- Ein Beispiel ist das hierarchisch-sequentielle Urmodell der allgemeinen Tätigkeitstheorie. Hier entwirft Alexej Leontjew, ein Vertreter der kulturhistorischen Schule, drei entwicklungspsychologische Regulationsebenen: Operation – Handlung – Tätigkeit.
- Rainer Oesterreich schafft 1981 mit dem 5-Ebenen-Modell das erste hierarchisch-sequentielle Modell, das gleichzeitig theoretisch definiert und vollkommen mathematisch formalisiert ist. Laut der Formel für die Effizienz-Divergenz[19] bewegt sich optimales[20] Handeln jenseits von Allmacht, d. h. einer Effizienz-Divergenz von Eins, mit der der Handelnde „vollkommen sicher das Eintreten jeder beliebigen von ihm gewünschten Folgekonsequenz bewirken kann“,[21] aber auch jenseits des Todes, d. h. einer Konsequenz mit einer „Effizienz-Divergenz kleiner als Null“: deren „Erreichen bedeutet den Tod des Handelnden“.[22] Er hat das hierarchisch-sequentielle Modell erweitert um die vierte Regulationsebene der Bereiche, zum Beispiel „Arbeit“ und „Liebe“. Die fünfte Ebene ist die Erschließungsplanung beispielsweise die Gründung eines Unternehmens. Durch diese Erweiterungen wurde die Handlungsregulationstheorie alltagstauglich als Instrument zur Analyse von Arbeitstätigkeiten.[23]

Dieses Modell wendet Yann Seyrer 1997 auf natürliche Daten erstmals differentiell und entwicklungspsychologisch an und ordnet jeder der fünf Ebenen ein großes Gefühl zu: Vertrauen, Spaß, Stolz, Glück und Macht.

## Hierarchisch-sequentielle Modelle der Handlungsorganisation
| Theorie | 1. Regulationsebene              | 2.                                | 3.                                | 4.                              | 5. Regulationsebene                                    |
| --- | -------------------------------- | --------------------------------- | --------------------------------- | ------------------------------- | ------------------------------------------------------ |
| Tätigkeitstheorie von Alexej Leontjew (1959 russ./1964 dt., S. 367 ff.)                                       | Operation                        | Handlung                          | Tätigkeit                         | –                               | –                                                      |
| TOTE-Modell: Test – Operate – Test – Exit von Miller, Galanter und Pribram (1960 englisch, S. 32)             | –                                | taktische                         | strategische                      | –                               | –                                                      |
| Handlungsregulationstheorie von Winfried Hacker und Walter Volpert (H.: 1973, S. 104 und V.: 1974, S. 32, 38) | sensumotorische                  | perzeptiv-begriffliche            | intellektuelle                    | –                               | –                                                      |
| 5-Ebenen-Modell der Handlungsregulation von Oesterreich, Resch, Seyrer, Volpert (1981, S. 142 f.)             | progressive Handlungsausführung. | stabil-flexible Handlungsplanung. | effizient-divergente Zielplanung. | koordinierende Bereichsplanung. | bestimmte, aber auch vorsichtige Erschließungsplanung. |

Die Handlungsregulationstheorie will der Ebene des äußeren Handelns – etwa durch sensorische oder motorische Akte – und der Nutzung von Werkzeugen in Arbeitsprozessen besonders Rechnung tragen.
Darauf aufbauend wurden Instrumente zur Analyse von Arbeitstätigkeiten geschaffen, wie zum Beispiel das Tätigkeitsbewertungssystem oder das VERA/RHIA, und die Führungsmatrix, die erste psycholinguistische Software zur automatischen Ermittlung persönlicher Stärken anhand natürlichen Sprechens.
Im Bereich der Sportpsychologie ist ein von Jürgen R. Nitsch entwickeltes Modell einflussreich, das auf der klassischen Theorie der Handlungsregulation fußt.